# Lettre sur l'Examen de l'Essai sur les préjugés
La Lettre sur l’Examen de l’Essai sur les préjugés ou Pages contre un tyran est un texte de Denis Diderot rédigé en 1770. Il s'agit d'une réponse, vive et acerbe, à l'Examen sévère rédigé par Frédéric II à l'encontre de l’Essai sur les préjugés, ouvrage peu indulgent à l'égard de la religion et du pouvoir, de D'Holbach. Diderot prend la défense de D'Holbach et de son Essai, étrille la critique et les idées politiques de Frédéric II et expose ses propres idées philosophiques et politiques.
Cette lettre ne fut retrouvée et publiée qu'en 1937 par Franco Venturi.

« Je crois connaître l’auteur de l’Essai, et pouvoir dire à son critique qu’il n’ambitionne rien, qu’il n’a aucune grâce à solliciter, qu’il n’a jamais approché les grands que par la considération qu’il en a obtenue sans la mendier (...) Au reste il est bien aise de dire au critique qu’il fait infiniment plus de cas de l’indigence dans son galetas lorsqu’elle est associée à la vertu et aux lumières, que de la tyrannie, de l’avarice, de l’ambition, de la fausseté sur le trône. »